# Pierre Djédji Amondji
Pour les articles homonymes, voir Amondji.
Pierre Djédji Amondji, né à Abidjan Adjamé et membre de la génération Dougbo (catégorie Dogba), est le gouverneur du district d'Abidjan en Côte d'Ivoire de 2002 jusqu'en 2011. Haute figure du parti présidentiel, le Front populaire ivoirien, il a été nommé à ce poste par le chef de l'État ivoirien, Laurent Gbagbo.
Auparavant, il avait été élu maire d'Adjamé, une des 10 communes d'Abidjan.
Aussi, c'est dans le cadre de ces fonctions, que Amondji a été impliqué en 2006 dans l'affaire du Probo Koala, un scandale de déchets toxiques arrivé d'Europe par bateau dans le port autonome d'Abidjan contre le versement de pots de vin. Il sera suspendu de son poste en septembre 2006 par le Premier ministre Charles Konan Banny, mais réintégré par un décret du président Laurent Gbagbo, qui le protège et lui fera éviter ainsi d'éventuelles poursuites judiciaires.